# Наводнение в Колумбусе (1913)
Наводнение в Колумбусе 1913 года является самой разрушительной катастрофой в истории города. Колумбус был затоплен водами реки Сайото в результате разрушения дамбы. Поток вод уносил с собой животных, людей и дома с предприятиями. В результате наводнения погибло 92 человека, остались без жилищ около 20 тыс. человек, разрушено около 300 домов и предприятий, а 4071 повреждено.

## История
В месте, где реки Олентанги и Сайото сливаются в северной части Колумбуса, находилась большая бетонная плотина с водохранилищем. На западном берегу Сайото была построена система дамб с железнодорожными путями.
До наводнения, в январе—феврале 1913 года, имело место сильное таяние снегов, в результате чего поднялся уровень воды в реках Кайахога, Ликинг, Сайото и Маскингум. В конце марта 1913 года на Огайо обрушился сильный ливень, который шёл непрерывно в течение пяти дней. В Колумбусе дождь, начавшийся 23 марта, становился всё сильнее в течение четырёх дней.
Наводнение началось утром 25 марта 1913 года. Уже 26 марта вода переливалась через водохранилище. Утром дамба западной стороны уже была переполнена и насыпь вскоре обрушилась. По мере того, как уровень воды поднимался, сильнее всего пострадали районы, которые располагались вдоль реки Сайото. Самый большой ущерб был вечером. Две улицы города вскоре были полностью разрушены. Многие жители Колумбуса укрывались на крышах домов и деревьях. Все три главных городских моста были уничтожены, город оказался разделённым пополам.
Телеграфная связь с городом была прервана. 15-летний радиолюбитель из Колумбуса Герберт Акерберг трое суток передавал информацию о бедствии через свой радиопередатчик. Это считается первым в истории применением любительской радиостанции в чрезвычайной ситуации.
Ущерб личной собственности оценивался в 1,5 млн долларов. Около 500 зданий в городе было разрушено, а 4071 повреждено. Число погибших составило 92 человека. 20 тыс. человек (4474 семьи) остались без крова. Наводнение только по всему штату привело к гибели по меньшей мере 467 человек. Наводнение распространилось от Индианы до Коннектикута и вдоль реки Миссисипи.
После наводнения город начал инвестиции для предотвращения подобных случаев в дальнейшем, включающие в себя строительство дамб и насыпей и увеличение пролётов мостов.